# Kanth (Shahjahanpur)
Kanth è una suddivisione dell'India, classificata come nagar panchayat, di 21.301 abitanti, situata nel distretto di Shahjahanpur, nello stato federato dell'Uttar Pradesh. 